# Jacques Vaché
Jacques Vaché (Lorient, 7 de septiembre de 1895-Nantes, 6 de enero de 1919) fue un escritor e intelectual francés.

## Biografía
Considerado por André Breton como el iniciador del surrealismo. La única obra escrita que ha dejado son una serie de cartas.
Dio prueba de su talento literario en 1913 con la publicación de una revista titulada En route mauvaise troupe, editada en compañía de otros amigos y donde su carácter subversivo y pacifista, poniendo de manifiesto una independencia y libertad crítica no exenta del desprecio hacia la burguesía, cual le valdrá la exclusión de las élites. 
Conoció a André Breton en 1916, tras su ingreso en el hospital herido en la Primera Guerra Mundial. En 1917, en un permiso del que disfruta, asiste al estreno de la obra de Apollinaire, Les Mamelles de Tiresias, obra surrealista que resulta un enorme fracaso y que lo provoca hasta el punto de amenazar al público con una pistola para que se interrumpa la función, la cual considera demasiado artística. En aquel momento, es el propio Breton el que consigue calmarlo.
De sus cartas, son las más famosas las que dirigiera a su amigo André Breton. Apareció muerto en una habitación de hotel el 6 de enero de 1919, junto a un amigo. La causa más probable fue una sobredosis de opio. Fue el propio Breton el que agrupó sus cartas y las publicó, junto con un prefacio suyo, bajo el título Cartas de guerra.

## Obras
- Lettres de guerre, avec une préface d'André Breton, Éditions du Sans Pareil, 1919. Réédition Mille et une nuits, Paris, 2001, sans la préface.
- Les Solennels, avec Jean Sarment, textes et dessins inédits, Éditions Dilecta, Paris, 2007
- En route, mauvaise troupe, journal du lycée écrit par Jean Bellemère, Pierre Bissérié, Eugène Hublet et Jacques Vaché, préface de Gilles Lucas, éditions Le Chien Rouge

## Traducciones al castellano
- Cartas de guerra (Traducción de Carlos Manzano de Frutos, Anagrama, Barcelona, 1974.) ISBN  8433903713
- Cartas de Guerra (Traducción, notas y cronología de Nicolás Rodríguez Galvis, prólogo de Enrique Vila-Matas. Editorial Cuneta, Santiago de Chile, 2012) ISBN 978-956-8947-22-4
- Parad la guerra o me pego un tiro (Incluye Cartas de Guerra y otros textos) (Traducción, prólogo y notas de René Parra, El Nadir, Valencia, 2014) ISBN 978-84-92890-89-7